# 李宝城
李宝城，中华人民共和国政治人物、外交官。

## 生平
1987年，接替张永宽，担任中华人民共和国驻挪威大使。1989年，由王桂新接任。1990年，接替杜攻，担任中华人民共和国驻意大利大使。